# Хырсово (Разградская область)
Хырсово (болг. Хърсово) — село в Болгарии. Находится в Разградской области, входит в общину Самуил. Население составляет 592 человека.

## Политическая ситуация
В местном кметстве Хырсово, в состав которого входит Хырсово, должность кмета (старосты) исполняет Александр  Цанев Дочев (независимый) по результатам выборов правления кметства.
Кмет (мэр) общины Самуил — Бейтула Сали Мюмюн (коалиция партий: Движение за права и свободы (ДПС), Земледельческий народный союз (ЗНС), национальное движение «Симеон Второй» (НДСВ)) по результатам выборов в правление общины.